# Michel Ohayon
Michel Ohayon (* 7. Juni 1961 in Casablanca (Marokko)) ist ein französischer Unternehmer, der mehrere Ketten von Einzelhandelsgeschäften, meist aus dem Textilsektor, sowie ein Immobilienunternehmen betreibt.

## Leben und Karriere
1963 wanderten seine Eltern von Marokko nach Frankreich in die Gemeinde Mérignac bei Bordeaux aus und betrieben dort einen Textilhandel. 1984 eröffnete er sein erstes Textilgeschäft in Mérignac, welches schnell profitabel wurde und es ihm erlaubte, weitere Textilgeschäfte zu übernehmen. Ende der 1980er Jahre betrieb er 15 Geschäfte mit ca. 150 Angestellten.
1991 gründete er die Financière immobilière bordelaise (Bordeaux Immobilienfinanzierungsgesellschaft) um die Geschäftsräume seiner Geschäfte zu kaufen. Kurz darauf kaufte und renovierte er das Grand Hôtel de Bordeaux, ein Luxus-Hotel.
Er kaufte Geschäftsräume in Einkaufszentren und vermietete sie an große Ketten wie Celio, H&M und Etam. Er kaufte auch weitere Hotels: Trianon Palace in  Versailles, das Waldorf Astoria in Jerusalem und das Sheraton in Roissy bei Paris.

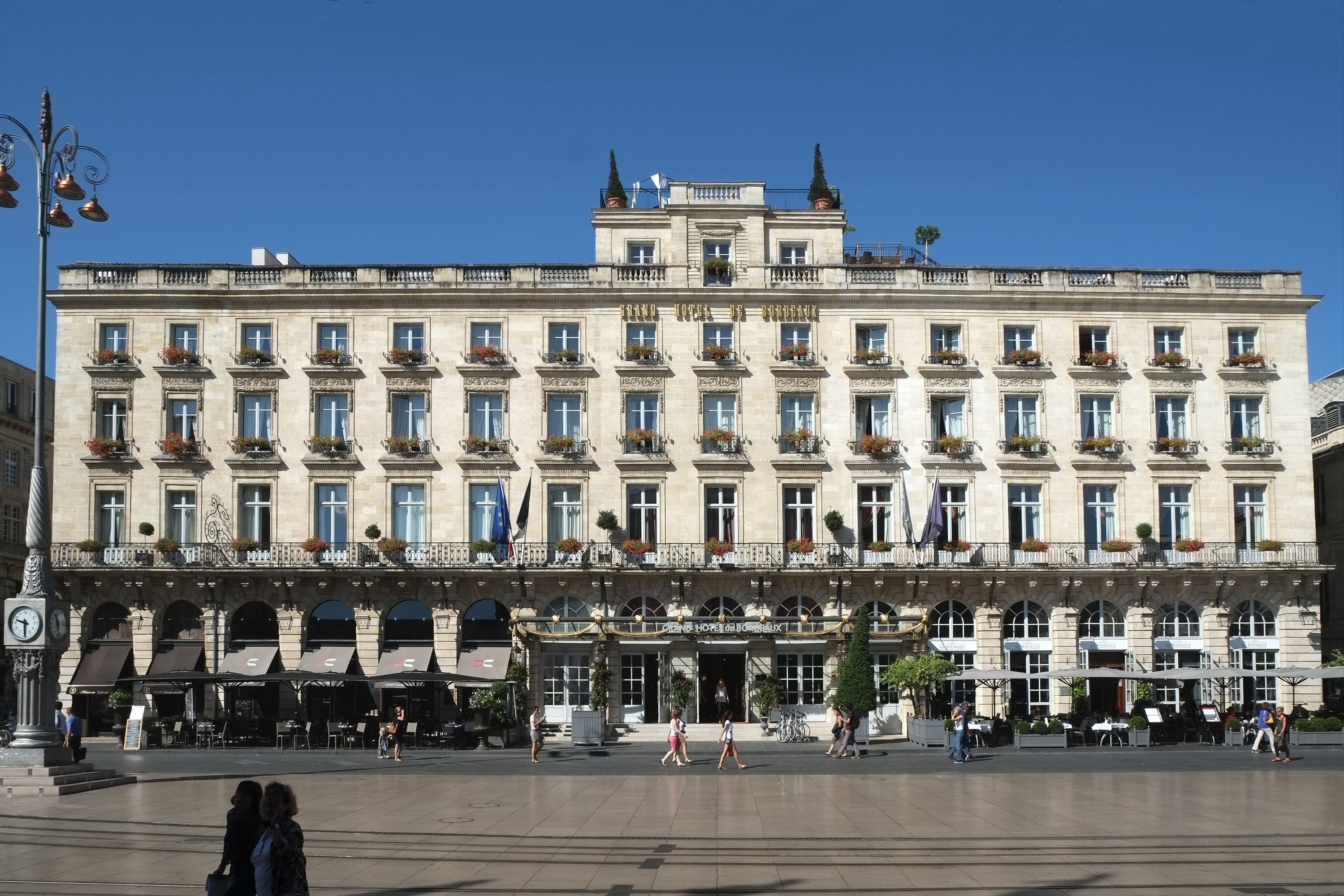
Grand Hôtel - Bordeaux

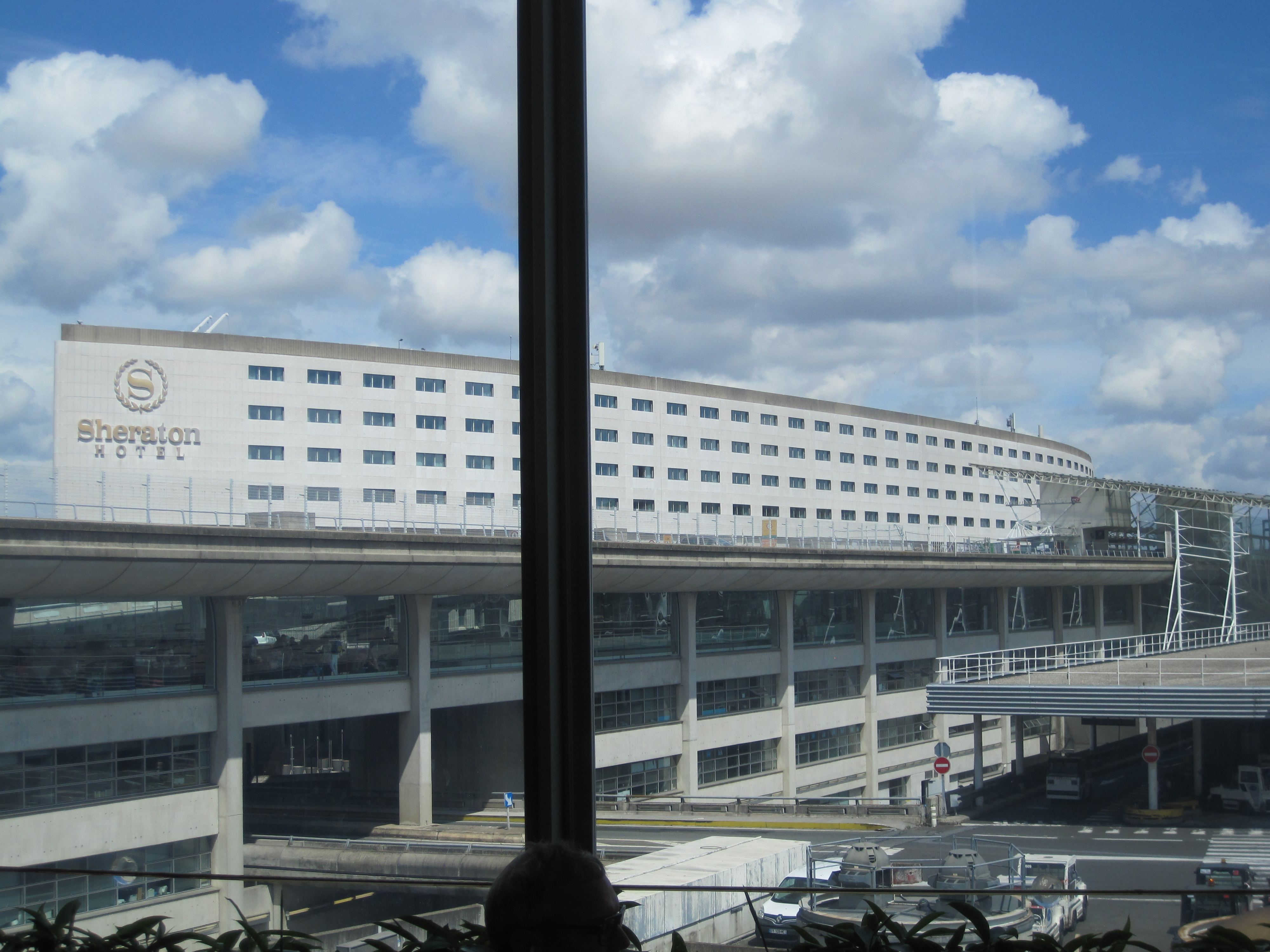
Sheraton Hotel Roissy

2017 begann er mit der Entwicklung des Luxuswohnprojekts Le Bao im Stadtteil Bonneveine in Marseille durch die Financière immobilière bordelaise. Zu Beginn 2023 waren die Wohnungen noch nicht fertiggestellt.

Ab 2018 erlebte der Einzelhandel eine Krise und Michel Ohayon nutzte die Gelegenheit, ganze Ketten zu übernehmen: Go Sport (Sport, 179), Gap (Mode, 21), La Grande Récré (Spielzeug, 109), Camaïeu (Mode, 511), Teile von Galeries Lafayette (Kaufhaus, 26), in Klammern die Branche und die Anzahl der Geschäfte.

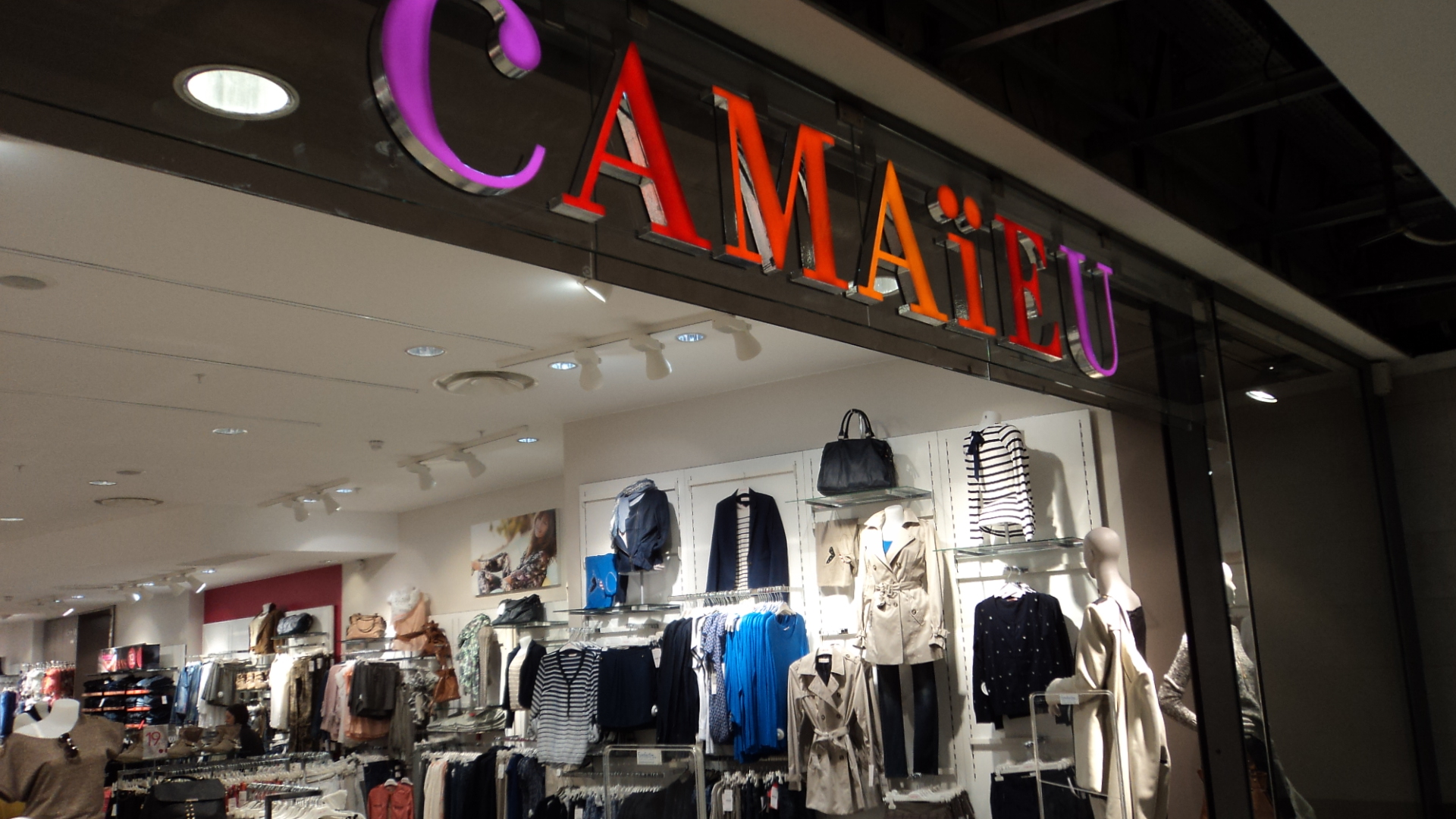
Camaïeu, Centre Commercial Italie 2, Paris

 Insgesamt besaß er 2018 ca. 800 Geschäfte. Alle diese Ketten hatten starke finanzielle Probleme und er konnte sie sehr günstig übernehmen. Dazu gründete er die Finanzierungsgesellschaft Hermione People & Brands, die zur Financière immobilière bordelaise gehört. Er versprach, zu investieren und die Geschäfte zu sanieren, insbesondere sollten die Arbeitsplätze erhalten werden. Da die meisten Geschäfte in der Innenstadt kleinerer Städte liegen, waren die Gemeinden auch am Erhalt interessiert, um eine Verödung ihrer Innenstädte zu vermeiden.

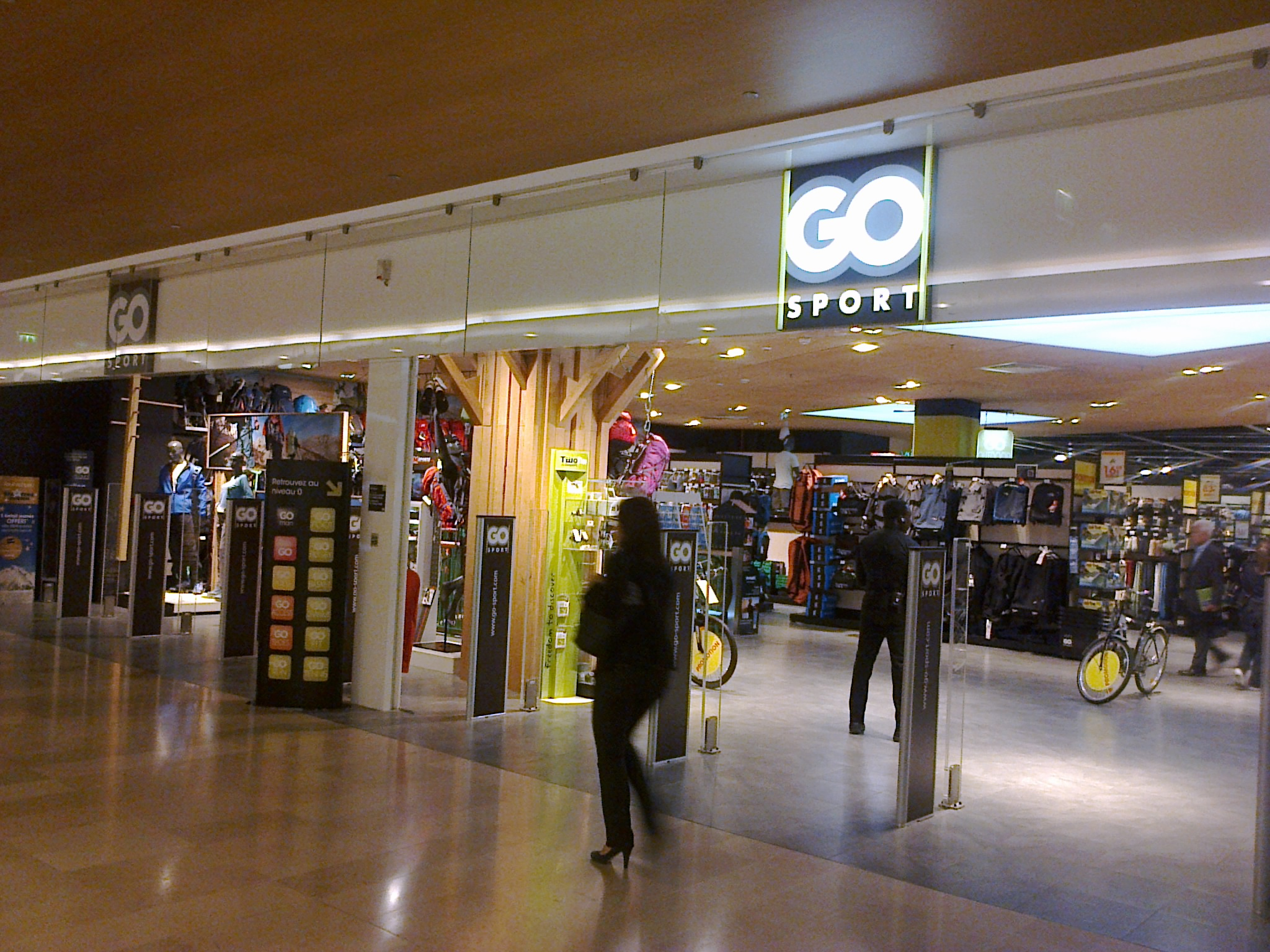
Go Sport - La Défense Paris

Die Coronapandemie ab 2020 und die Inflation ab 2022 beeinträchtigten den Umsatz des Einzelhandels, die Defizite von Ohayons Gesellschaften nahmen zu, zu Beginn 2023 musste er ein Schutzverfahren (procédure de sauvegarde) für mehrere Gesellschaften anmelden, Camaïeu und Go Sport gingen in Konkurs. Davon sind mehr als 3.500 Angestellte betroffen. Im Februar 2023 erklärte die Gesellschaft Hermione den Konkurs ihrer 25 Galeries Lafayette Kaufhäuser und legte einen Plan zur Sanierung in Eigenregie vor. Anfang 2024 hat das Gericht diesem Plan vorläufig zugestimmt, die Schulden in Höhe von 153 Mio. € sollen zu 70 % durch den Konkurs getilgt werden. Anfang 2025 konnte für einige Filialen ein Rettungskonzept erstellt werden, andere sollten geschlossen werden. Die Zukunft der Gruppe ist ungewiss. Anfang 2025 wurde Michel Ohayon wegen betrügerischer Insolvenz, Missbrauch von Unternehmensvermögen und organisiertem Bandenbetrug angeklagt.
2019 gründete Michel Ohayon die Campus Academy, sechs private Hochschulen in Aix-en-Provence, Angers, Lyon, Nantes, Rennes und Toulouse mit ca. 500 Schülern in den Studiengängen IT und Tourismus. Die Gebühren betrugen 5.000 bis 8.000 € pro Jahr. 2023 mussten mehrere Schulen schließen wegen finanzieller Schwierigkeiten, das Schicksal der anderen ist ungewiss.

## Finanzzahlen
Die Zeitung Sud Ouest veröffentlichte 2023 ein Strukturdiagramm von Michel Ohayons Firmen: Zur Financière immobilière bordelaise gehörten die Hotels Grand Hotel de Bordeaux, Hotel Sheraton Roissy, Hotel Waldorf Astoria Trainon sowie unvollendete Projekte in Bordeaux, Libourne, und Saint Émilion. Zu Hermione People & Brands gehörten Galeries Lafayette, La Grande Récré, Camaïeu, GAP, Go Sport und Café Legal.
Die Gesellschaften von Michel Ohayon veröffentlichen nur wenige Zahlen. So wird Hermione People & Brands als société par actions simplifiée unipersonnelle (Vereinfachte Aktiengesellschaft mit einem Aktionär) geführt und veröffentlicht keine Zahlen im Handelsregister.  Die Financière immobilière bordelaise hat 2020 einen Verlust von 31 Millionen € bei einem Umsatz von 477 Millionen € ausgewiesen.
Das Vermögen von Michel Ohayon  betrug 1,2 Milliarden € (2020), damit belegt er den Platz 104 auf der Liste der reichsten Franzosen. Aufgrund der oben geschilderten Schwierigkeiten ist sein Vermögen 2023 auf ca. 400 Millionen € gesunken, er belegt jetzt auf Platz 319 auf der Liste der reichsten Franzosen.